# FanTasia
|  | Per a altres significats, vegeu «Fantasia». |

FanTasia és el festival més important de pel·lícules de gènere a l'Amèrica del Nord. Fundat l'any 1996, FanTasia presenta un centenar de llargmetratges procedents d'una vintena de països. S'interessa principalment pel cinema fantàstic, l'acció, l'horror, la ciència-ficció i l'animació, però presenta igualment obras de difícil classificació per raó de la seva excentricitat.
FanTasia es desenvolupa anualment a Mont-real (Quebec) el mes de juliol.